# میکیتا فورسنکو
میکیتا فورسنکو (اوکراینی: Микита Олександрович Фурсенко؛ زادهٔ ۱ اکتبر ۲۰۰۲) بازیکن فوتبال اهل اوکراین است.